# Sabicea rufa
Sabicea rufa är en måreväxtart som beskrevs av Herbert Fuller Wernham. Sabicea rufa ingår i släktet Sabicea och familjen måreväxter. Inga underarter finns listade i Catalogue of Life.